# Mark Gorski
Mark Brian Gorski (Evanston, 6 de enero de 1960) es un deportista estadounidense que compitió en ciclismo en la modalidad de pista, especialista en las pruebas de velocidad.
Participó en los Juegos Olímpicos de Los Ángeles 1984, obteniendo la medalla de oro en la prueba de velocidad individual.

## Medallero internacional
| Juegos Olímpicos | Juegos Olímpicos             | Juegos Olímpicos | Juegos Olímpicos     |
| Año              | Lugar                        | Medalla          | Competición          |
| ---------------- | ---------------------------- | ---------------- | -------------------- |
| 1984             | Los Ángeles (Estados Unidos) | Medalla de oro   | Velocidad individual |